# Jörgen Svedler
Hans Göran (Jörgen) Svedler, född 1681 troligen i Böhmen, död 1733 i Perstorp, Malmöhus län, var en tysk-svensk glasritare.  
Svedler som troligen var inflyttad från Tyskland och hörde till de främsta krafterna vid Henrikstorps glasbruk i Skåne. Han återfinns under titeln ritare redan 1707 , åtta år innan bruket officiellt fick tillstånd att tillverka dekorerat glas.    